# 레소토의 코로나19 범유행
다음은 레소토의 코로나19 범유행 현황에 대한 설명이다.
현재 진행 중인 COVID-19 전염병은 2020년 5월 13일 레소토에 도달한 것으로 확인되었다.
이에 앞서 레소토는 아프리카에서 전 세계 유행병 중 COVID-19 환자가 보고되지 않은 마지막 국가였다.
그 나라는 그 바이러스에 대한 검사 능력을 가지고 있지 않았기 때문에, 그 바이러스의 확산을 막기 위해 정부는 남아프리카 공화국와의 국경을 폐쇄했다. 정부는 지난 3월 18일 확진자가 없는데도 국가비상사태를 선포하고 4월 17일까지 휴교했지만 학교급식이 계속되도록 허용했다. 도착하는 여행객들은 도착하자마자 14일 동안 격리되어야 했다. 톰 타바네 총리는 3월 29일 자정부터 3주간의 폐쇄를 발표했다. 레소토는 남아프리카 공화국의 국립 전염병 연구소로 샘플을 보내 검사를 받기 시작했다. 레소토는 5월 5일부터 폐쇄 조치를 해제하기 시작했다.
레소토는 5월 22일 두 번째 사건을 확인했다.
6월 3일 두 건의 추가 사례가 보고되었다. 둘 다 케이프타운에서 여행한 적이 있었다.

## 같이 보기
- 아프리카의 코로나19 범유행
- 나라별 코로나19 범유행